# Østsjælland
Østsjælland betegner det område af Danmarks største ø Sjælland, der ligger ud til kysten mod Østersøen/Øresund, startende i nord i Helsingør.  Den sydlige afgrænsning er mere uklar. Én opfattelse af Østsjælland er den nordlige del af det tidligere Præstø Amt, samt områderne primært omkring Køge, Faxe, Stevns og Vallø.
I dag kan definitionen imidlertid også forstås som områderne fra Køge, via Roskilde, Greve og København op til Helsingør. Hermed menes det forhenværende Roskilde Amt, Frederiksborg Amt og Københavns Amt – inklusive selve København. Midt imellem findes kombinationer af disse definitioner. Når definitionen på Østsjælland er så forholdsvist uklar, skyldes det formentlig, at store dele af området ofte omtales som Hovedstadsområdet, Hovedstadsregionen eller Storkøbenhavn.
Få virksomheder og foreninger har taget navn efter området, men enkelte, som fx Østsjællands Andelsselskab, Østsjællandske Jernbaneselskab, Naturstyrelsen Østsjælland og Østsjællands Museum bruger dog betegnelsen.